# Herb Mönkebude
Herb Mönkebude stanowi hiszpańską tarczę herbową, na której fala oddziela część srebrną od niebieskiej; w górnej części tarczy dom pomiędzy dwiema zielonymi sosnami, których najniższa gałąź wskazuje na budynek; dom srebrny z pięcioma czarnymi oknami, z czarnym otworem drzwiowym, czarnym murem pruskim oraz czarną strzechą; w dolnej części tarczy srebrna ryba zwrócona w lewą stronę.
Herb został zaprojektowany przez mieszkańca Sagardu Gerharda Koggelmanna i zatwierdzony w 1999 przez Ministerstwo Spraw Wewnętrznych (Bundesministerium des Innern, für Bau und Heimat).

## Objaśnienie herbu
Projekt herbu z 1982 r. o tych samych symbolach nie spełniał jednak wymagań. Dom, jako mieszkanie, lokal bądź buda (Bude) nawiązuje do części nazwy miejscowości. Sosny oznaczają przeważający drzewostan, bogato zalesionego terenu gminy, przy czym okaleczone gałęzie zwracają uwagę na dawne krudowanie. Fala ilustruje położenie gminy w pasie wybrzeża, ryba symbolizuje rybactwo. Kolor srebrny i niebieski informują o przynależności gminy do Pomorza Przedniego.